# Кирджалі (повість)
«Кирджалі», «Кірджалі» (рос. Кирджали) — повість російського письменника Олександра Пушкіна, написана приблизно в жовтні-листопаді 1834 року і опублікована в грудневому номері щомісячного журналу «Бібліотеки для читання» того ж року.

## Історія створення
Про Кирджалі Пушкін вперше почув, коли жив у Кишиневі (1823). Йому про це розповів М. І. Лекс, який служив з поетом у канцелярії. Спочатку Пушкін хотів використати образ Кирджалі у віршованому начерку «Чиновник і поет», а в 1828 році Пушкін задумав поему «Кирджалі» («У степах зелених Буджака»). Автор повернувся до теми, коли той же Лекс у 1833—1834 роках розповів йому історію втечі Кирджалі. Повість Пушкіна закінчується втечею Кирджалі — йому не було відомо, що Кирджалі знову зловили і повісили в Яссах 24 вересня 1834 року.

## Сюжет
Автор від свого імені розповідає про почуте їм про Кирджалі. Кирджалі, родом болгарин, був відомим на всю Молдову розбійником. Він вступив в загін генерала Іпсіланті і в його складі брав участь у Битві під Скулянами. Після відступу був арештований росіянами та виданий туркам. Його посадили до в'язниці в Яссах, проте Кирджалі, виявивши хитрість і сміливість, зумів втекти, після чого продовжив розбишакувати поблизу Ясс.

## Цікаві факти
- У повісті автор говорить, що справжнє ім'я Кирджалі йому невідоме. Згідно з деякими архівними даними, справжнє ім'я Кирджалі — Георгій.
- У повісті дата видачі Кирджалі туркам — вересень 1821 року, в дійсності це сталося в лютому 1823 року.
- Кирджалі (болг. Кърджали, тур. Kırcali) — розбійник, який діє у відкритому полі.

## Літаратура
- А. С. Пушкин. Примечания // Собрание сочинений в 6 томах. — Москва: Правда, 1969. — Т. 4. — С. 472-473. — 480 с.